# Rosenheim (Landkreis Altenkirchen)
Rosenheim település Németországban, Rajna-vidék-Pfalz tartományban. Lakosainak száma 736 fő (2023. december 31.).

## Népesség
A település népességének változása:
| Lakosok száma | 667  | 749  | 740  | 754  | 763  | 736  |
|               | 1975 | 2017 | 2019 | 2021 | 2022 | 2023 |